# Моше Кацав
Моше Кацав (хебр. משה קצב; 5. децембар 1945), право име Муса Касаб (перс. موسی قصاب), бивши је израелски политичар који је обављао функцију председника Израела од 2000. до 2007. године. Такође је био лидер Ликуда у Кнесету. Био је први изабрани председник из групе Мизрахи Јевреја.
Крај његовог председничког мандата обележиле су контроверзе, проистекле из навода о силовању једне подређене жене и сексуалном узнемиравању других. Кацав је дао оставку на место председника 2007. у склопу споразума о признању кривице. Дана 22. марта 2011. осуђен је на седам година затвора. Пуштен је из затвора 21. децембра 2016. године након одслужених пет година.